# عصر اژدها: تفتیش عقاید
عصر اژدها: تفتیش عقاید (انگلیسی: Dragon Age: Inquisition) یک بازی ویدئویی در سبک نقش‌آفرینی اکشن است که توسط بایوور توسعه یافته و به‌وسیلهٔ الکترونیک آرتس و در نوامبر ۲۰۱۴ برای پلت‌فرم‌های مایکروسافت ویندوز، پلی‌استیشن ۳، پلی‌استیشن ۴، ایکس‌باکس ۳۶۰، و ایکس‌باکس وان منتشر شد. تفتیش عقاید سومین عنوان اصلی در مجموعه بازی‌های عصر اژدها به‌شمار می‌رود و دنبالهٔ عصر اژدها ۲ (۲۰۱۱) محسوب می‌شود. تمام کردن بازی در همه بخش‌ها اعم از بخش داستانی و ماموریت‌های جانبی چیزی حدود ۲۰۰ ساعت زمان نیاز دارد.
در عصر اژدها: تفتیش عقاید کلاس‌های جادوگر، جنگجو و شیاد کلاس‌های پایه بازی هستند، اما هر کدام به یک کلاس ویژه تر هنرمند، شوالیه افسونگر و قهرمان منتهی می‌شوند. داستان بازی ادامه دو نسخه قبلی بوده و دنیای بازی نیز گسترده‌تر و نژادها بیشتر شده است. همچنین با موتورگرافیکی قدرتمند فراست بایت ۳ در دست توسعه بوده است.

## بازتاب‌ها
| گردآورنده | امتیاز                                 |
| --------- | -------------------------------------- |
| متاکریتیک | (PC) ۸۵/۱۰۰ (PS4) ۸۹/۱۰۰ (XONE) ۸۵/۱۰۰ |

| ناشر                     | امتیاز |
| ------------------------ | ------ |
| دستراکتید                | ۸٫۵/۱۰ |
| اج                       | ۸/۱۰   |
| یوروگیمر                 | 8/10   |
| گیم اینفورمر             | ۹٫۵/۱۰ |
| گیم‌اسپات                 | ۹/۱۰   |
| گیمز ریدار+              | [ ۱۵ ] |
| گیم‌تریلرز                | ۸٫۸/۱۰ |
| جاینت بامب               | [ ۱۷ ] |
| آی‌جی‌ان                   | ۸٫۸/۱۰ |
| جویستیک                  | [ ۱۹ ] |
| پی‌سی گیمر (ایالات متحده) | ۸۷/۱۰۰ |
| پولیگان                  | ۹٫۵/۱۰ |
| Hardcore Gamer           | ۵/۵    |
| Time                     | ۴٫۵/۵  |